# Heartless (serie televisiva)
Heartless è una serie televisiva fantasy danese ideata da Nikolaj Scherfig e Morten Dragsted, trasmessa in due stagioni su Kanal 5 dal 28 aprile 2014 al 22 novembre 2015.
La storia ruota attorno ai gemelli Sebastian e Sofie, interpretati da Sebastian Jessen e Julie Zangenberg, che si iscrivono come studenti del collegio di Ottsmansgaard sperando di scoprire il segreto della loro maledizione soprannaturale.
In Italia viene trasmessa dal 27 ottobre 2018 su Nove.

## Trama
Cresciuti in un orfanotrofio, i fratelli Sofie e Sebastian portano un oscuro, fatale segreto: per sopravvivere devono nutrirsi dell'energia vitale delle altre persone. Se non si fermano a tempo la loro preda si infiamma e si trasforma in cenere. I due cercano di trovare le risposte a quello che sono, il che li porta a Ottmannsgaard, un collegio cupo e tradizionale. I fratelli devono confrontarsi con forti emozioni mentre sperimentano i loro primi sentimenti seri di amore e passione, mentre resistono all'impulso di scaricare l'energia degli altri studenti e di coloro a cui tengono.

## Personaggi e interpreti

### Principali
- Sofie, interpretata da Julie Zangenberg
- Sebastian, interpretato da Sebastian Jessen
- Rettore Just, interpretato da Nicolaj Kopernikus
- Pieter, interpretato da Allan Hyde
- Ditlev, interpretato da Gustav Giese
- Emilie, interpretata da Julie Christiansen
- Frederik, interpretato da Thomas Ernst
- Contess Gertrud Ottmann, interpretata da Laura Christensen

### Ricorrenti
- Ida Just, interpretata da Katrine Greis-Rosenthal

## Episodi
| Stagione         | Episodi | Prima TV Danimarca | Prima TV Italia |
| ---------------- | ------- | ------------------ | --------------- |
| Prima stagione   | 5       | 2014               | 2018            |
| Seconda stagione | 3       | 2015               | 2018            |

## Trasmissione internazionale
La serie è stata interamente distribuita negli Stati Uniti e in Canada su Netflix il 1º aprile 2016.
Nel Regno Unito, invece è stata inizialmente trasmessa su Channel 4 dal 30 ottobre 2017, venendo successivamente trasferite al servizio video on demand in lingua straniera Walter Presents, sempre di proprietà della rete.
In Francia è stata trasmessa su France 4 dal 24 giugno al 1º luglio 2016.
In Germania è andata in onda dal 13 febbraio al 3 aprile 2018 su RTL Passion.